# Roberts (Wisconsin)
Pour les articles homonymes, voir Roberts.
Roberts est un village du comté de Sainte-Croix, dans l'État du Wisconsin, aux États-Unis. En 2020, il comptait une population de 1 919 habitants.